# Sharp EL-506V
Sharp EL-506V是Sharp在2002年1月推出的Sharp EL-500V 系列科學計數機之一，前代型號是Sharp EL-506R。在香港，Sharp EL-506V為香港考評局准用計算機型號之一。2004年，Sharp推出後繼機種Sharp EL-500W 系列。

## 功能
Sharp EL-506V的功能包括單位轉換、小數分數轉換、置換計算、複數計算、三元一次聯立方程、六種回歸分析 、標準常態分佈概率、微積分計算等。在Casio fx-50FH推出前，Sharp EL-506V是最多實用內置功能的考評局准用計數機。它擁有七個數字記憶（包括A-D、X、Y及M），及一個常數記憶（K），可用作重複計算及編寫公式。它亦設有2個公式儲存器，每個可儲取最多80個字符的公式。另外，它內置40個物理常數，包括真空中的光速、電子、質子、中子質量、重力加速度、氣體常數等。

## 評價
Sharp EL-506V常與同為2002年推出的計數機Casio fx-3650P比較。Sharp EL-506V比Casio fx-3650P的售價便宜，內置程式亦較多。並且，Sharp EL-506V計算定積分時，沒有Casio fx-3650P的積分計算問題，因此可以直接應用於香港高考應用數學中辛卜生法則的問題。可是，Sharp EL-506V只可儲存兩組公式，每個只有80個字符，比起Casio fx-3650P的四組程式儲存及360個位元組總容量為少。
當同時按下兩個按鈕時，計數機就不會對第二下按鍵作出反應。與之相比，Casio fx-3650P或fx-50FH只要鬆開第一個按鈕，即會處理第二下按鍵。加上，其按鈕的回彈較弱，快速按鍵時或會出現「漏按」。
此外，使用公式（RCL、F1/F2）及替換公式（STO、F1/F2）的按鍵組合相近，使用者一不小心就會把公式清除。

## 引用來源
1. 1 2 3 4 5  Sharp EL-506V 使用說明書
2. ↑   (PDF).   [2013-10-01]. （原始内容存档 (PDF)于2013-06-16）.
3. 1 2  .   [2013-10-01]. （原始内容存档于2013-10-04）.